# Petrus Oellibrandt
Piet Oellibrandt (Beveren, 1 de diciembre de 1935 – 15 de junio de 2014) fue un ciclista belga, profesional de 1958 a 1967 y posee el récord de victorias de la Scheldeprijs Vlaanderen la cual la ganó en tres ocasiones.

## Palmarés
1959
- Campeonato de Bélgica en Ruta

1960
- Scheldeprijs Vlaanderen

1962
- Scheldeprijs Vlaanderen

1963
- Scheldeprijs Vlaanderen